# 元長親王
元長親王（もとながしんのう、延喜元年（901年） - 貞元元年9月10日（976年10月5日））は、平安時代前期から中期にかけての皇族。陽成天皇の第三皇子。官位は二品・式部卿。

## 経歴
延喜17年（917年）同母弟の元利親王とともに元服し初めて参内した。朱雀朝で大宰帥・兵部卿を、冷泉朝で式部卿を務め、品位は二品に至る。
円融朝の貞元元年（976年）9月10日薨去。享年76。

## 官歴
注記のないものは『日本紀略』による。
- 延喜17年（917年） 4月29日：元服
- 承平元年（931年） 9月24日：見大宰帥[1]
- 天慶7年（944年） 5月5日：見兵部卿三品[2]
- 康保4年（967年） 6月16日：帯剣、見式部卿
- 天禄2年（972年） 11月24日：輦車、見二品
- 貞元元年（976年） 9月10日：薨去[3]

## 系譜
『尊卑分脈』による。
- 父：陽成天皇
- 母：姉子女王
- 生母不詳の子女
  - 男子：源兼明